# Seniorenpartei Finnlands
Die Seniorenpartei Finnlands (finnisch: Suomen Senioripuolue) ist eine 1991 in Finnland gegründete Partei. Sie setzt sich nahezu ausschließlich für die Verbesserung der Behandlung von Rentnern und älteren Personen in der Politik ein; ein kleiner Teil ihres Wahlprogrammes ist für den Schutz von Kultur und Umwelt.
Die Partei wurde das letzte Mal am 1. April 2004 in das finnische Parteienregister aufgenommen, nachdem sie 1991 unter dem Namen Riippumattomat sitoutumattomat eläikeläiset (deutsch: Unabhängige neutrale Rentner) gegründet und später in Eläkeläiset Kansan Asialla (EKA oder ELKA), Rentner in der Sache des Volkes, umbenannt worden war.
Der einzige derzeitige Stadtverordnete der Partei ist der ehemalige Konstapel Paavo Sirkiä in Hämeenlinna. In den Kommunalwahlen 2004 (damals noch als EKA) hat die Suomen Senioripuolue auch in Turku einen Reserveabgeordneten durch eine Koalition mit der Partei Suomen kansan sinivalkoiset bekommen.

## Parteivorsitzende
- Olavi Kaartinen (1991–2006)
- Esko A. Repo (2006–2009)
- Heikki Silván (2009–2011)
- Anja Koivistoinen (2011-)

## Wahlergebnisse

### Parlamentswahlen
| Jahr | Abgeordnete | Stimmen | Prozent |
| ---- | ----------- | ------- | ------- |
| 1991 | 0           | 05 230  | 0,19 %  |
| 1995 | 0           | 05 124  | 0,18 %  |
| 1999 | 0           | 05 451  | 0,20 %  |
| 2003 | 0           | 05 346  | 0,19 %  |
| 2007 | 0           | 16 715  | 0,60 %  |
| 2011 | 0           | 03 195  | 0,11 %  |

### Kommunalwahlen
| Jahr | Ratsmitglieder | Stimmen | Prozent |
| ---- | -------------- | ------- | ------- |
| 1992 | 5              | 4 903   | 0,18 %  |
| 1996 | 2              | 2 033   | 0,08 %  |
| 2000 | 1              | 1 428   | 0,06 %  |
| 2004 | 1              | 1 242   | 0,05 %  |
| 2008 | 2              | 2 618   | 0,10 %  |

### Europawahlen
| Jahr | Abgeordnete | Stimmen | Prozent |
| ---- | ----------- | ------- | ------- |
| 1996 | 0           | 2 640   | 0,11 %  |
| 1999 | 0           | 1 909   | 0,15 %  |
| 2004 | 0           | 3 279   | 0,20 %  |
| 2009 | 0           | 2 974   | 0,18 %  |